# Estátuas de guerreiros galaicos

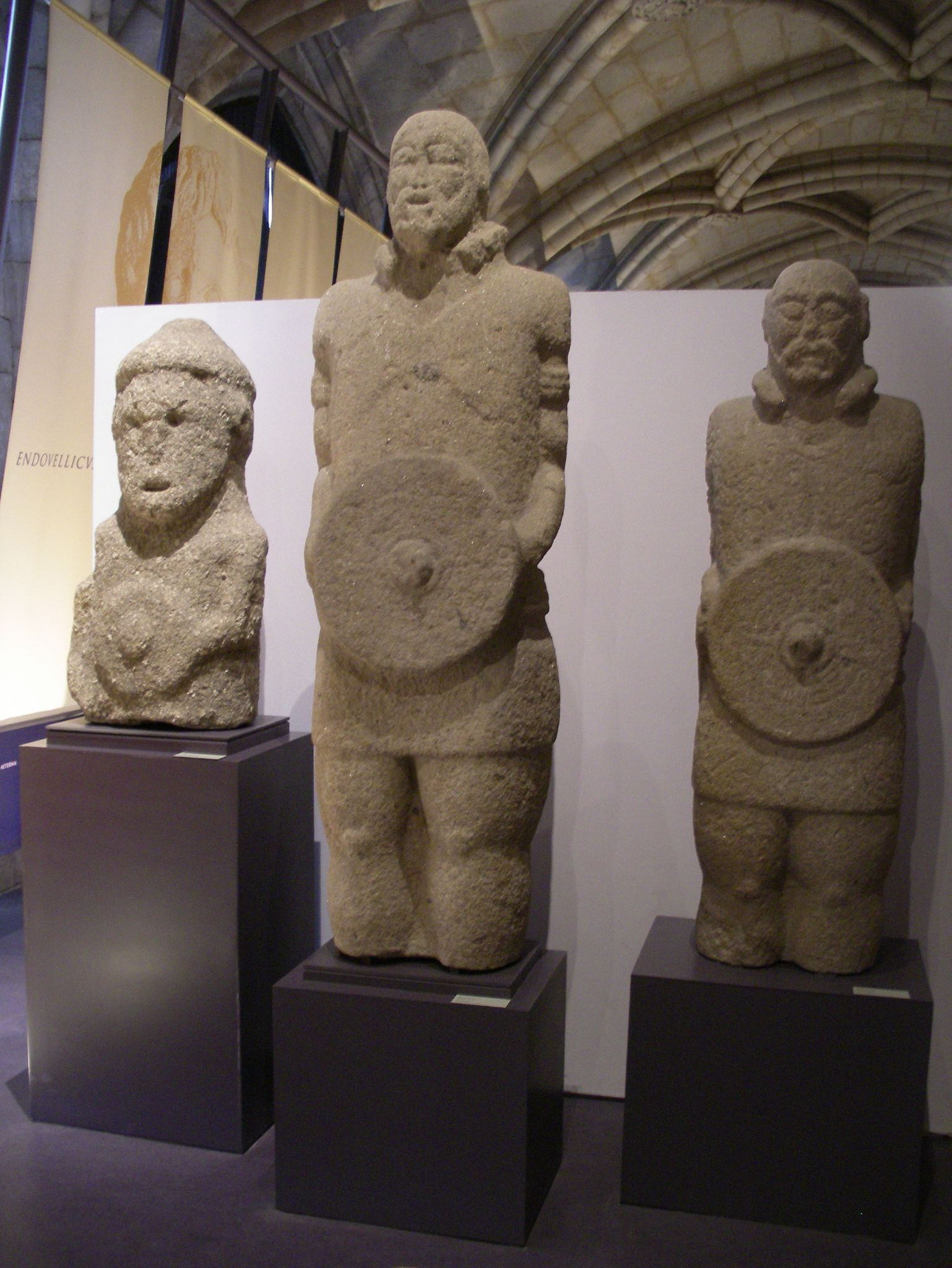
Estátuas de guerreiros galaicos no Museu Nacional de Arqueologia, em Lisboa.

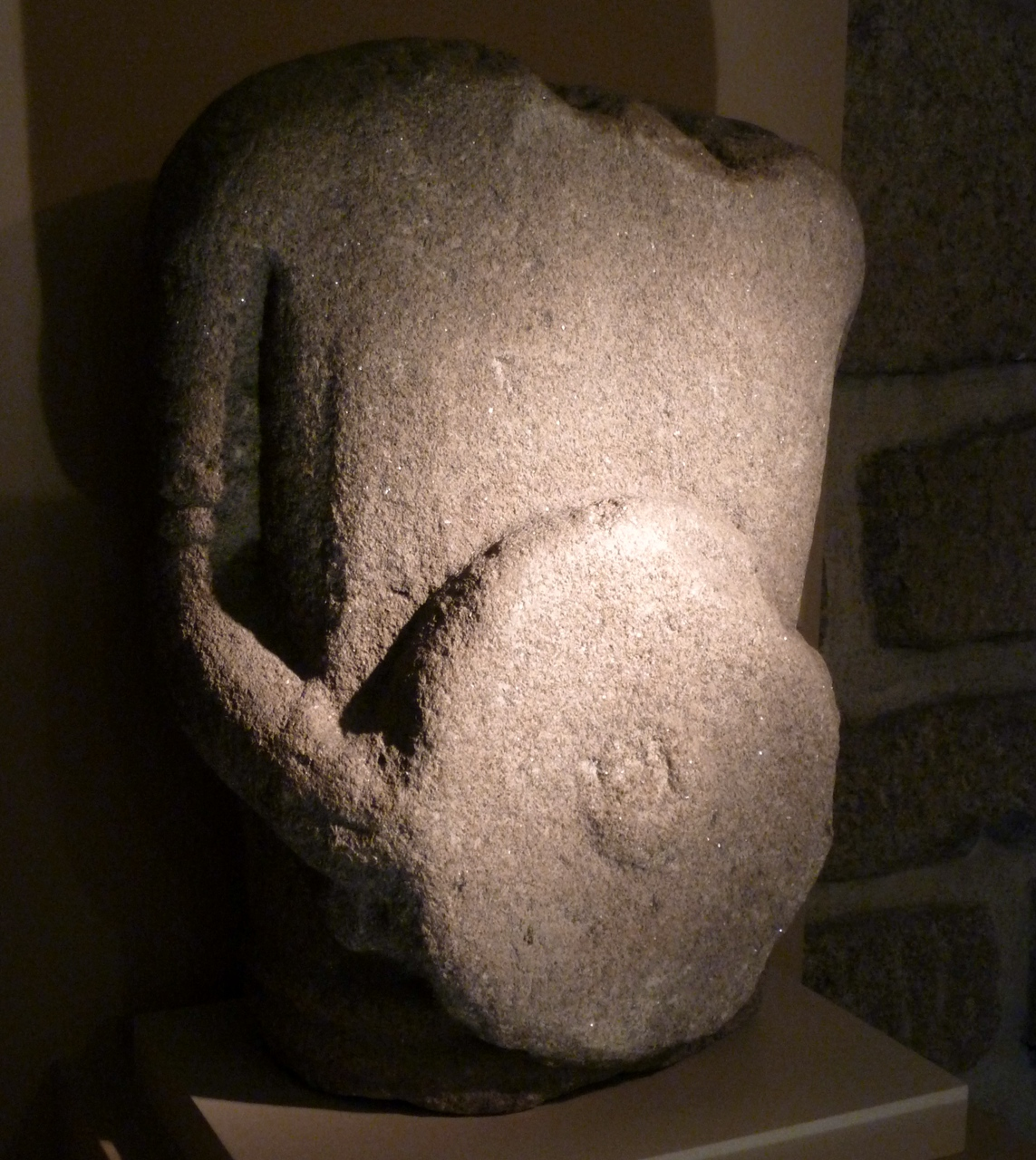
Guerreiro de Armeá, Alhariz

As estátuas de guerreiros galaicos (denominação escolhida por Emil Hübner, em 1861),  também chamadas de estátuas de guerreiros da cultura castreja, ou do nome impróprio de guerreiros lusitano-galaicos, são uma série de esculturas de pedra, talvez pré-romanas, que foram encontradas no noroeste da Península Ibérica, mais precisamente no norte de Portugal e no sul da Galiza, quase todas no antigo convento bracarense da Galécia.
Elas são com as pedras formosas, a expressão artística mais conhecidas da cultura castreja, e o embleme dos galaicos, demonstrando a sua atitude guerreira. No entanto, depois dum século e meio de estudos, ainda sabemos muito pouco sobre a sua origem e função.
Existe um grande acervo destas figuras no Museu Nacional de Arqueologia em Lisboa com sete estátuas, e em museus locais, da Cultura castreja em Guimarães, Sanfins, Museu D. Diogo de Sousa em Braga e museu Municipal de Viana do Castelo.

## Inventário e localização
Segundo um inventário publicado em 2003 pelo arqueólogo Francisco Calo Lourido, existem 32 estátuas ou fragmentos de estátuas de guerreiros da Cultura castreja, faltando o guerreiro de Melgaço, assim como as cabeças encontrada em Braga e Vila Nova de Famalicão:
- 1. Anlló, Paróquia de Castrelo, São Cristovo de Ceia, Ourense, Galiza, cabeça com eventualmente um capacete, e com torque, conservada no Museo Arqueólogico de Ourense
- 2. Armeá, Paróquia de Santa Mariña de Aguas Santas, Allariz, Ourense, Galiza, fragmento do torso duma estátua de guerreiro, conservado no Museo Arqueólogico de Ourense.
- 3. Armeá, Paróquia de Santa Mariña de Aguas Santas, Allariz, Ourense, Galiza, outro fragmento do torso duma estátua de guerreiro, conservado no Museo Arqueólogico de Ourense.
- 4. Bergazo, O Corgo, Lugo, Galiza, fragmento de pés descalços bem executados possivelmente dum guerreiro, conservado no Museo Arqueólogico de Lugo.
- 5. Castro de Britelo, Ponte da Barca, estátua de guerreiro sem cabeça e pés, mas com uma cetra no peito que supostamente anunciava sol ou chuva. Para acabar com essa superstição um padre tê-la-á mandado destruir.[4][5]
- 6. Capeludos, Vila Pouca de Aguiar, fragmento dum pequeno guerreiro sem pernas e muita mutilada, conservada no Museu Nacional de Arqueologia.
- 7. Castromao, Celanova, Ourense, Galiza, fragmento dum torso duma pequena estátua de guerreiro, conservado por um particular.
- 8 ab. Cendufe, Arcos de Valdevez, 2 fragmentos possivelmente da mesma estátua,  a) pés descalços e b) parte inferior do escudo decorado até aos joelhos e, conservados no Museu Arqueológico Nacional.
- 9. Cendufe, Arcos de Valdevez, fragmento das pernas duma possível estátua de guerreiro, outra que a precedente por o grão da pedra ser mais grosso, o conjunto foi encontrado em 1907 numa parede duma propriedade perto da igreja,[6] conservado no Museu Arqueológico Nacional.
- 10. Guarda, apareceu uma cabeça de granito em mau estado, fora da zona dos guerreiros galaicos, mas inicialmente foi considerada como tal, conservada no Museu da Guarda.
- 11. Lezenho, Boticas, estátua de guerreiro em que falta parte das pernas duma altura de 206 cm, encontrada em 1785 está conservada no Museu Arqueológico Nacional.
- 12. Lezenho, Boticas, outra estátua em que falta também parte das perna duma altura de 175 cm , encontrada na mesmas circunstâncias, mas de melhor feição e mais decorada, conservada igualmente no Museu Arqueológico Nacional.
- 13. Lezenho, Boticas, estátua muito mutilada, sem cabeça quase sem braços e parte das pernas, mas ricamente decorada. Foi encontrada em 1905 fazendo parte dum edifício na aldeia de Campos, está atualmente em Lisboa no Museu Arqueológico Nacional.
- 14. Lezenho, Boticas, estátua sem cabeça e parte das pernas, mas ricamente decorada e muito parecida com a precedente. Foi encontrada nas mesmas circunstâncias está também no Museu Arqueológico Nacional.

”Quando em Julho de 1905 visitámos o crasto de Lasenho, contaram-nos existir mais uma estátua, que se achava no próprio lugar de Campos, e procedendo nós o exame e desenho da maior, encontrámos a outra, servindo de degrau a um casebre…” Dr. Figueiredo da Guerra, juiz de direito da comarca de Boticas.
- 15. Midões, Barcelos, estátua desaparecida, que porventura nunca terá existida, poderá vir dum erro de interpretação de Hübner, que confundiu Midões de Tábua com o Midões de Barcelos e um ídolo, com uma estátua de guerreiro.[8]
- 16. Castro de Monte Mozinho, Penafiel, Parte baixa duma estátua de guerreiro feita com um granito de fraca qualidade de grão grosso, muito mutilada e partida com a particularidade de ter as pernas bem separadas, conservada no Museu de Penafiel.
- 17. Castro de Monte Mozinho, Penafiel, fragmento duma perna possivelmente de guerreiro, embora a inscrição no seu pedestal de granito de grão fino deixa pensar o contrario, conservado no Museu de Penafiel.
- 18. Ralle, Taboada, Galiza, grande cabeça com capacete.
- 19. Río, Vilarín, Ourense, Galiza, Cabeça com capacete possivelmente de guerreiro galaico, conservada no Museo Arqueológico Provincial de Ourense.
- 20. Roriz Barcelos, cabeça partida de talvez um guerreiro.
- 21ab. Rubiás, Bande, Galiza outra cabeça, dum guerreiro com torque, conservada no Museo Arqueológico Provincial de Ourense. Outro fragmento com uma inscrição desapareceu.
- 22. A Sabanle, Quintela, Galiza, fragmento do torso dum guerreiro com um pequeno escudo, conservado no Museo Municipal de Vigo
- 23. Vizela Estátua dum guerreiro muita mutilada, sem cabeça e escudo e pernas, encontrada por Martins Sarmento na Igreja de São Jorge de Vizela, foi para o Museu de Martins Sarmento em Guimarães.
- 24. Citânia de São Julião, Ponte São Vicente, Vila Verde, estátua dum guerreiro, descoberta por uma retro-escavadora da câmara de Vila Verde na construção dum caminho para a capela de São Julião, o que explica a sua deterioração, pois falta a cabeça um braço e parte das pernas. Mas no entanto ela destaca-se pela sua rica decoração e pela sua inscrição. Ela está no Museu D. Diogo de Sousa em Braga.
- 25. São Paio de Mexeido, Viana do Castelo estátua de guerreiro infelizmente muita alterada, com uma cruz no peito e outras alterações. Está conservada no Museu Municipal de Viana do Castelo.
- 26 abcd. Citânia de Sanfins, foram encontrados quatro fragmentos (cabeça, tronco, parte das pernas e pés) mas certamente de duas estátuas. As pernas não parecem encaixar bem com os pés encontrados no alto dum penedo, na entrada da citânia da segunda muralha. Ainda estão no sítio de origem, o resto está guardado no museu da citânia.
- 27. Santa Agueda, pequena estátua de 19 cm possivelmente de guerreiro conservada no Museo Arqueológico Provincial de Ourense
- 28. Santa Comba, Refojos, Cabeceiras de Basto, grande estátua de guerreiro de 2,06 m, com inscrição, conservada por um particular.
- 29. Santa Comba, Refojos, Cabeceiras de Basto, estátua de guerreiro, alterada com uma inscrição em 1612 e posteriormente, com uma cabeça e outras aberrações.
- 30. Castro de Santo Ovidio, Fafe, estátua de guerreiro, sem cabeça e parte das pernas, foi adquirida por Martins Sarmento em 1878 que a levou para Guimarães.
- 31. Vilar de Barrio, Bóveda y Padreda, Galiza, estátua desaparecida.
- 32. Vilarelhos, Alfândega da Fé, cabeça desaparecida, possivelmente dum guerreiro com muita reserva.[3]
- 33. Lugar da Cividade, Paderne, Melgaço, torso duma estátua de guerreiro com um pequeno escudo.[9]
- 34. Braga, em 1977, em obras feitas no lado sul da Av. da Imaculada Conceição, junto as antigas oficinas da Livraria Cruz foram recolhidas, por um privado, duas peças de grande valor: uma cabeça de guerreiro (essa cabeça não tem torque mas um elmo) e uma estátua sedente.[10]
- 35. Castro de São Miguel Anjo, Famalicão, cabeça de guerreiro, com elmo, encontrada perto da muralha externa.[11]

Há no entanto muitas duvidas no que diz respeito aos pequenos fragmentos seguintes: cabeça Nº10, cabeça Nº32, fragmento de pé Nº4 e cabeça Nº18. O que restringe substancialmente a área de difusão das esculturas.
No total temos dezanove estátuas:  Armeá (Nº 2, 3), Capeludos (Nº6),  Castromao (Nº7), Cendufe (Nº 8), Outeiro Lesenho e Aldeia de Campos (Nº 11,  12,  13 e 14), Monte Mozinho (Nº 16 ), A Sabanle (Nº22), São Jorge de Vizela (Nº 23), São Julião (Nº 24), São Paio de Mexeido (Nº 25) , Sanfins (Nº 26), Santa Comba (Nº 28, 29), Castro de Santo Ovidio (Nº30), Lugar da Cividade (Nº 33).

## Características

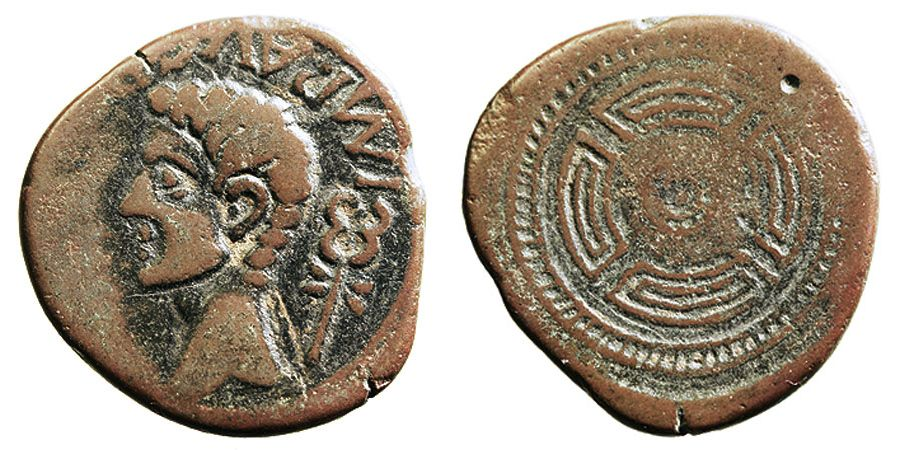
Asse romano com no verso uma cetra galaica com a mesma decoração

São estátuas duma grande uniformidade tipológica, em granito de corpo inteiro, na grande maioria um pouco mais alta que o natural, (duma altura média de 2m, mas vai dos 4 m aos 0,6 m com 8 estátuas de 1,70 m; 9 de 2 m e 5 de 2,5 m ) de homens de pé com pernas juntas e braços contra o corpo, armados, da alta nobreza ou guerreiros. Nenhuma está inteira, e algumas delas além de estar partidas foram maltratadas como o “Basto”, com uma inscrição e uma cabeça fantasista. Elas são a copia exata, ao pormenor, do modelo. Por isso alguns guerreiros tem barba ou bigode, estão vestidos com uma túnica curta (saio) com um decote em V, as vezes ricamente decorada. Alguns tem um elmo, polainas, ou botas, mas tem todos uma cetra na sua frente, um cinturão com um punhal ou uma espada, estão também representados com um torque ao pescoço e braceletes símbolos do seu alto estatuto social. As armas são idênticas as encontradas em achados arqueológicos da Idade do Ferro da Península. Ou seja, são representações de guerreiros locais, que não possuem modelos romanos, embora obviamente haja para algumas uma certa influência.
Em exceção a essa definição temos três estátuas, as de Capeludos, Melgaço e Quintela por ser de trabalho mais grosseiro, de tamanho reduzido, de ter um escudo de forma convexa mais pequeno com um umbo maior, de não ter decorações na roupa nem adornos, e por ter um decote mais pronunciado na túnica.
Pela rusticidade aparente e pelo feitio da cetra comparável a representação do diadema de Moñes podemos admitir uma anterioridade em comparação as outras estátuas, embora Jorge de Alarcão pensa que as diferenças devem-se a falta de habilidade de alguns escultores, e que todas as estátuas são contemporâneas. Então que outros pensam que houve uma evolução em função das particularidades seguintes.                      

### Principais características

#### Caraterísticas pré-romanas[12]
- Nº 1: a mão direita segura o punhal, em relevo.
- Nº 2: ombros levantados. Também aparece nas estátuas celtas como o guerreiro de Hirschanden.
- Nº 3: calçado, com botas de couro.
- Nº 4: com capacete
- Nº 5: sulco nas costas, ou seja uma incisão nas costas que represente a coluna vertebral. Também aparece nas estátuas celtas como o guerreiro de Hirschanden.
- Nº 6a: a parte frontal do busto e posterior são plainas.
- Nº 6b: representação não anatómica da cabeça.
- Nº 7: a base da estátua é cónica, espetada entre penedos como em Sanfins.

#### Caraterísticas de influência romana[12]
- Nº 8: cetra decorada com o motivo que encontramos também, nas moedas cunhadas em particular em Lugo, dupôndios e asses, durante as Guerras Cantábricas por Públio Carísio em nome de Augusto,[14] ou numa métopa de um mausoléu de Roma do século I a.C. Por isso o motivo era conhecido como emblema dos galaico[15]
- Nº 9: descalço, símbolo para os romanos de heroização ou divinização.
- Nº 10: cabeça sem elmo.
- Nº 11a: vulto redondo da parte frontal do busto, ou seja contrário da Nº6a.
- Nº 11b: representação pormenorizada da cabeça.
- Nº 12: perna de apoio e perna de repouso característica das estátuas greco-romanas. Algumas estátuas de guerreiro tem uma perna ligeiramente mais adiantada que a outra ou que induz um certo movimento às estátuas com uma anca mais alta que a outra. Nota-se nas Nº 8, 14 e 16 que são talvez mais recentes que as outras.[12]
- Nº 13: a base da estátua é um plinto em forma de cubo, comum nas estátuas greco-romanas.

Assim temos as seguintes três listas (Nº da lista do inventário) :
- Estátuas pré-romanas: 1, 2, 6, 13, 18, 19, 24, 25, 26abd, 29, 30, 32.
- Estátuas com características mistas (romanas e pré-romanas): 1 não é claro que ela tenha um elmo, 3, 4, 7, 8b, 10, 11, 12, 14, 17, 22, 28.
- Estátuas com influências romanas: 8a, 9, 16, 20, 21, 26c, 27.

Nessa ultima lista não consta nenhuma grande estátua de guerreiro, e mais curioso estátuas com inscrições em latim estão na primeira lista.
No entanto temos que mitigar o resultado do estudo com outro que demonstrou que as suas dimensões responde para algumas estátuas a proporção áurea, não só no tamanho do guerreiro como na relação entre o umbo e o escudo. É o caso para as estátuas de Lezenho (11, 12, 13 e 14 menos para a sua cetra) , Meixedo (25 cetra alterada) e São Julião (24). É possível no caso das estátuas de Fafe (30) menos para o escudo, e de Vizela (23) em que a cetra segue a proporção áurea, de mesmo para Santa Comba (28) embora para a estátua seja duvidoso. E improvável para a estátua de Sanfins (26). Assim para as dez estátuas analisadas 6 foram feitas usando proporções harmónicas, curiosamente três delas sendo classificadas como pré-romanas (13, 24, 25).
Por isso parece em síntese dos dois estudos que houve mesmo uma evolução e que as estátuas não são todas contemporâneas, as mais antigas serão as de Capeludos, (6) Melgaço (33) e Quintela (22) mais rústicas depois a de Sanfins (26) e de Santa Comba (28) que não corresponde a proporção áurea, depois as de Vizela (23), e Fafe (30) que corresponde em parte. Vem depois São Julião (24), São Paio de Mexeido (25) pré-romanas, Outeiro Lesenho e Aldeia de Campos (11, 12, 13 e 14) mistas, acabando por a de Monte Mozinho  (16) com as pernas separadas e com clara influência romana. Alguns fragmentos pequenos como Armeá (2, 3), Castromao (7), e Cendufe (8) não são classificáveis, e Santa Comba (29) foi muito alterada.

## Inscrições

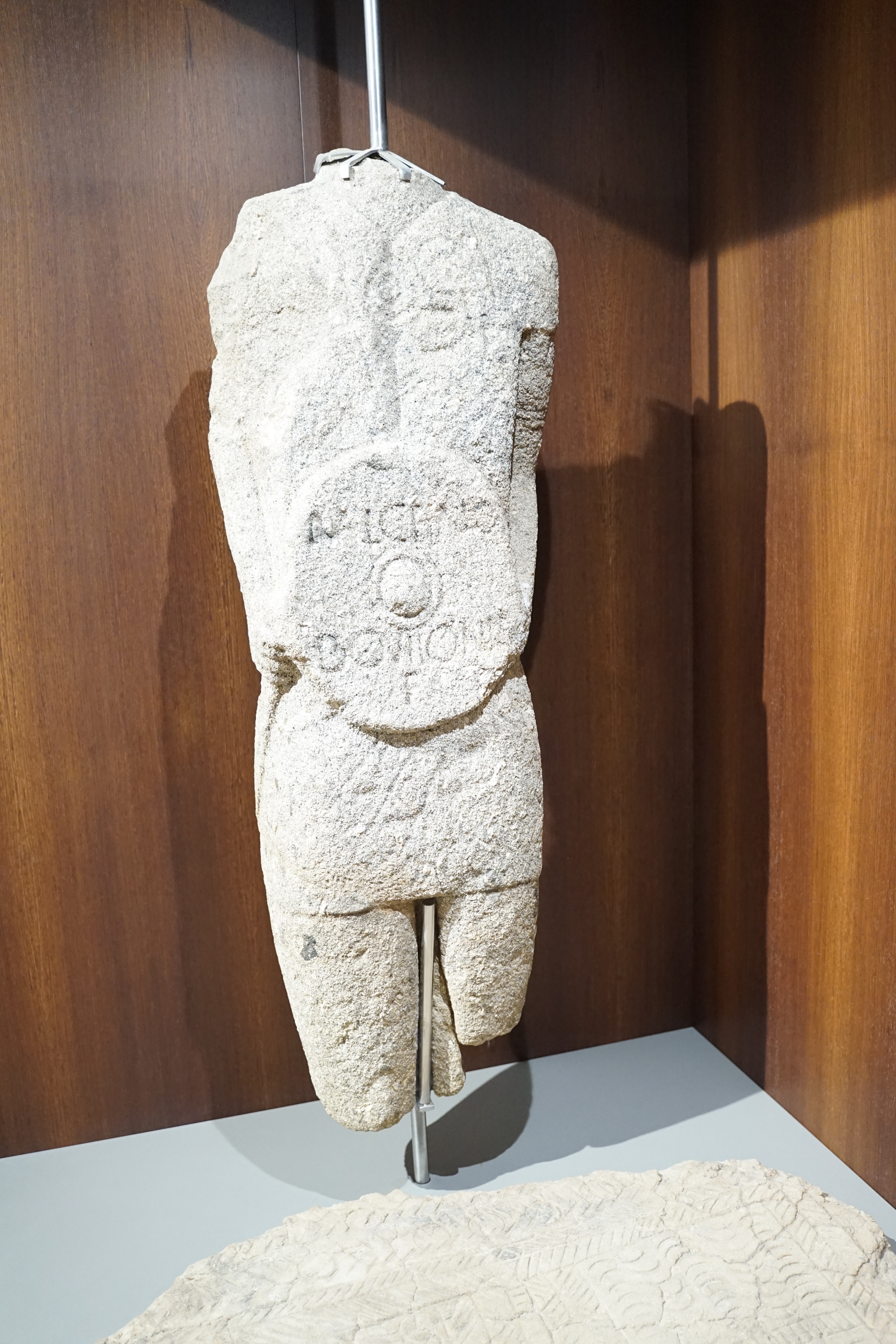
’’Malceino Dovilonis F’’, Museu D. Diogo de Sousa.

Seis das dezanove estátuas tem inscrições, todas elas em Latim. Quatro tem inscrições no escudo, em duas delas só temos o nome, na forma de
”Malceino Dovilonis F.”, por Malceino filho de Dovilonis, guerreiro da Citânia de São Julião, Nº 24.
e
”(L)adrono Veroti F.”, por Ladrono (o “L” estando apagado) filho de Veroti, no guerreiro do castro de Rubiás, Celanova, Nº 21 CIL II, 2519
A terceira inscrição no escudo é no guerreiro de Santa Comba Nº 28, é mais completa
”Artif-ices/Calubrigens/es. e(x)s Albinis/f(aciendum). c(uraverunt)”
ou seja “mandaram fazer (este monumento) os artistas calubrigenses dos Albini”.
A última é dum guerreiro de Lezenho muita apagada
” Sal[i vel u?]qus / Ael[i vel l]o / situ es[t] c(uravit) p(onendum) a(animo libens)?” e de leitura muito hipotética.
Temos outra inscrição na estátua de São Paio de Mexeido Nº25, mas fragmentada em três nas pernas e no baixo ventre, dificultando a leitura, pois não se sabe do início nem do fim.
Uma leitura  possível da inscrição frontal, será 
”P(ublio) Clodameo / Corocaudi/f(ilio) Seaveo[n]i ou Clodame Corocavdi f(ilio) Se (stio?)
A Clodame Sestio, filho de Corocaudi
Para a inscrição lateral:
L(ucius) Sest / ius L(ucii) l(ibertus) Coroc / udius / contu(bernalis) / frater/Tubene(n)s(es) f(aciendum) c(uraverunt)
Lucius Sestius Corocudius, liberto de Lucius irmão (familiar, amigo) e camarada (mandou fazer)
Enfim na base dum fragmento duma perna do Monte Mozinho temos a inscrição
”I deo C” de interpretação difícil o C podendo ser uma abreviação de Cosus, deus galaico e a estátua poderá não representar um guerreiro.
A primeira constatação é que há muito poucas estátuas com inscrições, depois é que são pessoas reais e não deuses, os nomes mencionados são todos indígenas e Ladrono é um nome bastante comum. Não são epitáfios mas uma homenagem embora não temos nenhum título associado como na estela de Lugo que faz referência a um ‘’princeps’’ ou seja um príncipe CIL II, 2585. Ou nenhuma outra formula habitual nas estelas funerárias. a não ser ‘’ faciendum curauerunt’’ que surge também em epitáfios.
Essas inscrições são interpretadas de diversas maneiras uns achando que elas são de origem pela inscrição ‘’ faciendum curauerunt’’ ou seja  mandou fazer, e por ser inscritas em latim. Essas estátuas de guerreiros galaicos são do inicio da dominação romana ou seja do primeiro século da nossa era..
Outros acham essas inscrições estranhas, feitas em espaço reduzido com letras muito juntas na parte final para caber no espaço como a de São Julião. A de Santa Comba de Basto está na metade inferior da cetra mas interrompida pelo umbo central, a de São Paio de Mexeido está fragmentada entre pernas e ventre e não foi pensada de inicio mas escrita no espaço disponível. Por esses autores, as inscrições são posteriores a criação da estátua  e por isso não são um indicador fiável para datar as estátuas.
Temos um exemplo evidente de reaproveitamento dum monumento mais antigo na estátua-menir encontrada nas proximidades do rio Tâmega, em Muiño de San Pedro, Verim, que poderá ser na verdade um menir transformado na Idade do bronze em estátua-menir e que foi reaproveitado uma segunda vez na época romana em estela funerária com a inscrição seguinte
”Latronus Celtiati F(ilius). H(ic) S(itus) E(st).- Aqui jaz Latron, filho de Celtiato”.
Enfim Armando Redentor apresenta uma ultima hipótese é que a inscrição foi ‘’post-mortem’’, feita depois da morte do sujeito então que a estátua foi esculpida durante a sua vida.

## Interpretações
As estátuas foram encontradas nos castros da Cultura castreja e foram interpretadas como sendo: 
- Estátuas num contexto funerário (Hubner, [25] Leite de Vasconcelos,[nota 2][27][28] Cardozo, Blanco)
- Heróis divinizados (Pereira, [14] Alves, Calo)
- Esculturas apotropaicas (López Cuevillas,[29] Sande Lemos).[30]
- Príncipes de cada tribo[31]. Jorge de Alarcão estudando a localização das estátuas e a sua grande dispersão no seio do Convento bracarense conclui que cada estátua representava um príncipe da tribo local, assim cada castro onde foi encontrada um estátua era o local de residência do chefe da tribo.

A existência destes príncipes em Portugal não está atestada epigraficamente, mas na Galiza temos duas estelas com menção a Nicer filho de Clutosius, príncipe dos Albíonos e Vecco filho de Vecius, príncipe dos Cóporos.
Só que para as  tribos dos Brácaros  e dos Galaicos temos mais que uma localização que ele explica por uma mudança de príncipe, por morte ou perca de confiança por parte do poder romano, ou por um vassalo que copia o seu chefe.
- Heróis ou divindades senão tiver inscrições, ou chefes indígenas que lutaram do lado romano como tropa auxiliar nas Guerras Cantábricas no caso de ter uma [32]
- Enfim outros pensam que a função era múltipla “figura de ancestrais heróicos e líderes tribais, a quem era atribuído uma função protetora“.[33]

A sua função de divindade é sugerida pelo achado de Sanfins, em que o suporte e os pés duma estátua foram encontrados perto da entrada da segunda muralha defensiva, num local talvez de culto. Embora a localização numa entrada aplica-se também a uma escultura protetora, ou dum chefe tribal.

## Datação
A datação dos guerreiros galaicos ainda é debatida. Os primórdios da criação destas esculturas remontam por alguns aos séculos IV ou III a.C., o mais tardar no século II a.C.  Por outros serão mais recentes dos séculos II e I a.C. com a introdução da proporção harmónica na conceção da maioria das esculturas de guerreiros galaicos. Ou enfim do primeiro século antes Cristo ou mesmo do primeiro século depois de Cristo.

## Relações com outros estátuas europeias

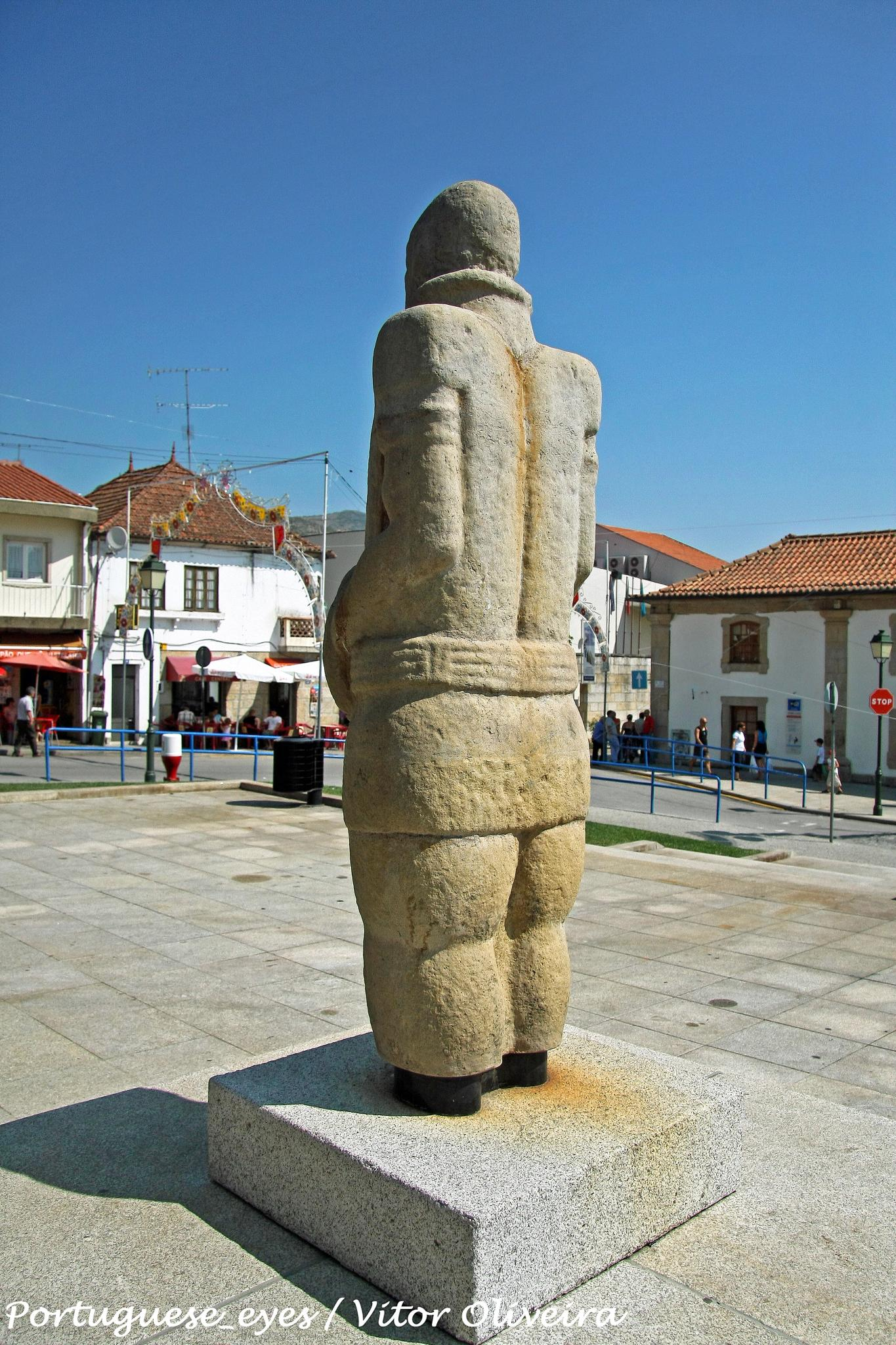
Guerreiro de Boticas, com um rasgo nas costas

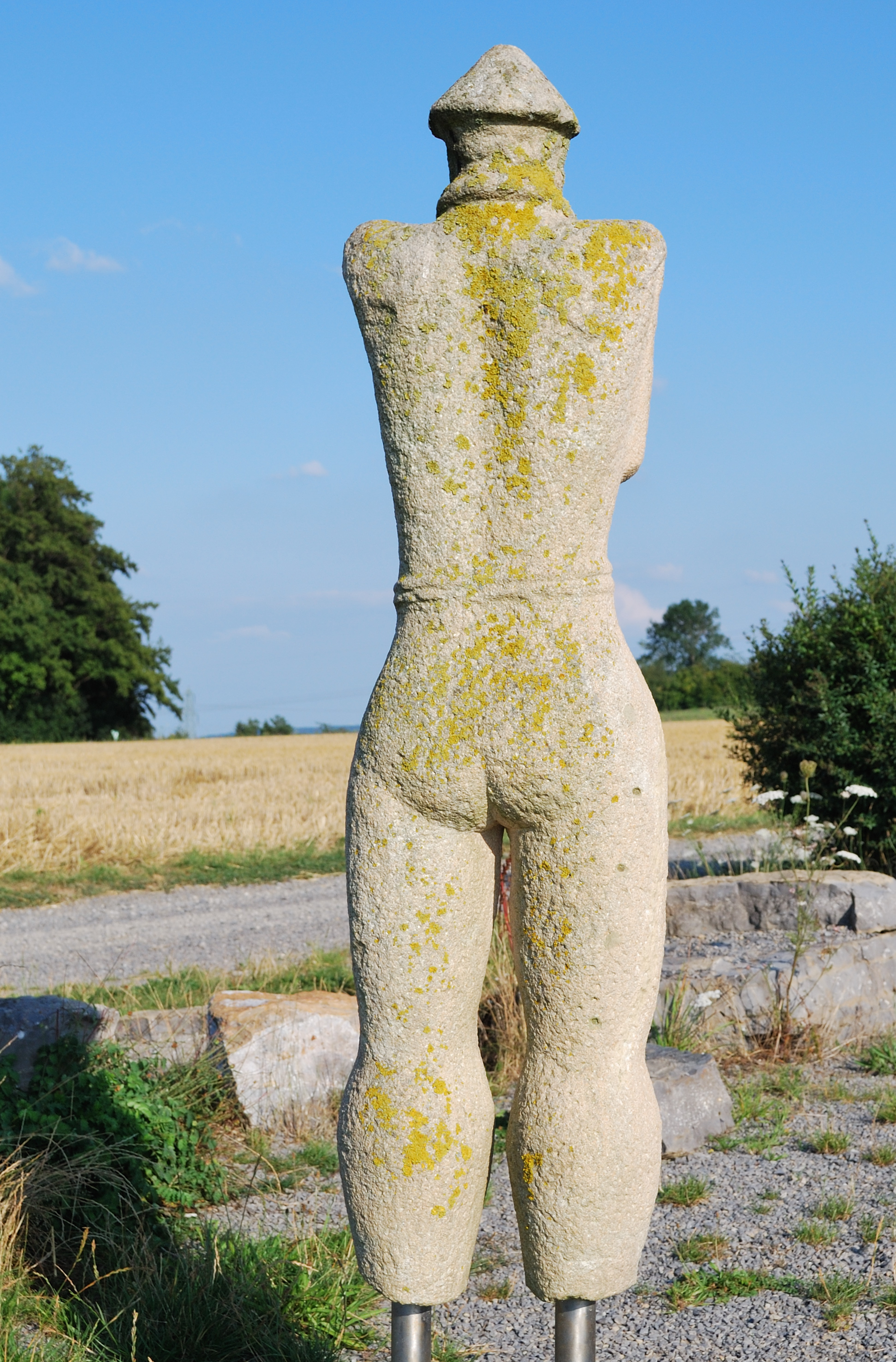
Guerreiro de Hirschlanden

Essas estátuas galaicas mostram algumas semelhanças com outras esculturas europeias. Porque existe na Europa ocidental um pequeno conjunto de estátuas de guerreiros, no seio do mundo celta como o guerreiro Hirschlanden, na esfera itálico - etrusca, e na Sardenha onde foram descobertas estátuas chamadas os “gigantes do Monte Prama” Essas estátuas são todas ligadas a rituais funerários e tem como origem mais provável a escultura da Grécia Antiga dos kouros, com uma difusão no centro europeu, por volta do século V a.C.
Não haveria, portanto, uma, mas varias corrente estatuárias pertencente a um único estilo ancestral.
Os pontos comuns com as estátuas galaicas é de ser estátuas de pedra de guerreiros de tamanho superior ao natural (menos a Hirschlanden) de ser armados com punhais ou espadas de estar de pé ao contrário das estátuas do sul da França sentadas de pernas cruzadas (posição de lótus), de ter os ombros erguidos e pernas grossas, de ter adornos: torque, bracelete…, e enfim de estar numa posição de perna de repouso e perna de apoio, e algumas de ter inscrições como a do Guerreiro de Capestrano e como muitas outras estátuas de origem itálica. A também uma grande semelhança entre o capacete da estátua de Hirschlanden e a de Capeludo, e o sulco que a estátua apresenta nas costas similar ao das estátuas nº 2, 3, 7, 13, 14, 22, 23, 24, 25, 28 e 30 o guerreiro de Glauberg tem um pequeno escudo oval na sua frente, o que lhe confere uma atitude um pouco parecida com os guerreiros galaicos.
Mas há algumas diferenças, as estátuas galaicas estão sempre vestidas e de pernas juntas, levam sempre a cetra frente ao corpo.

Outras esculturas antropomórficas de guerreiros
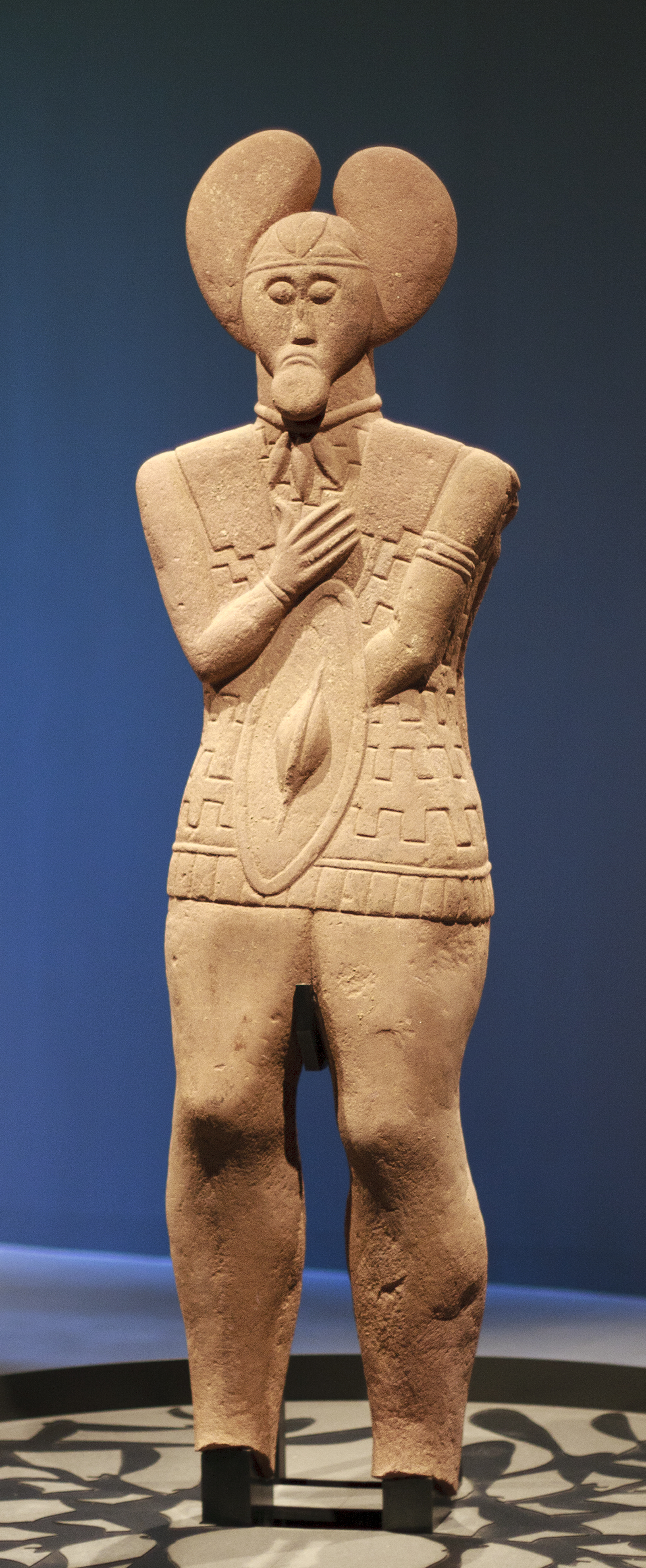
Estátua do Guerreiro de Glauberg, em arenito avermelhado, com 1,86 m de altura. Foi encontrado em conexão com um túmulo de tipo principesco, dentro da necrópole de Glauberg, em Hesse. Fim do século V a.C.
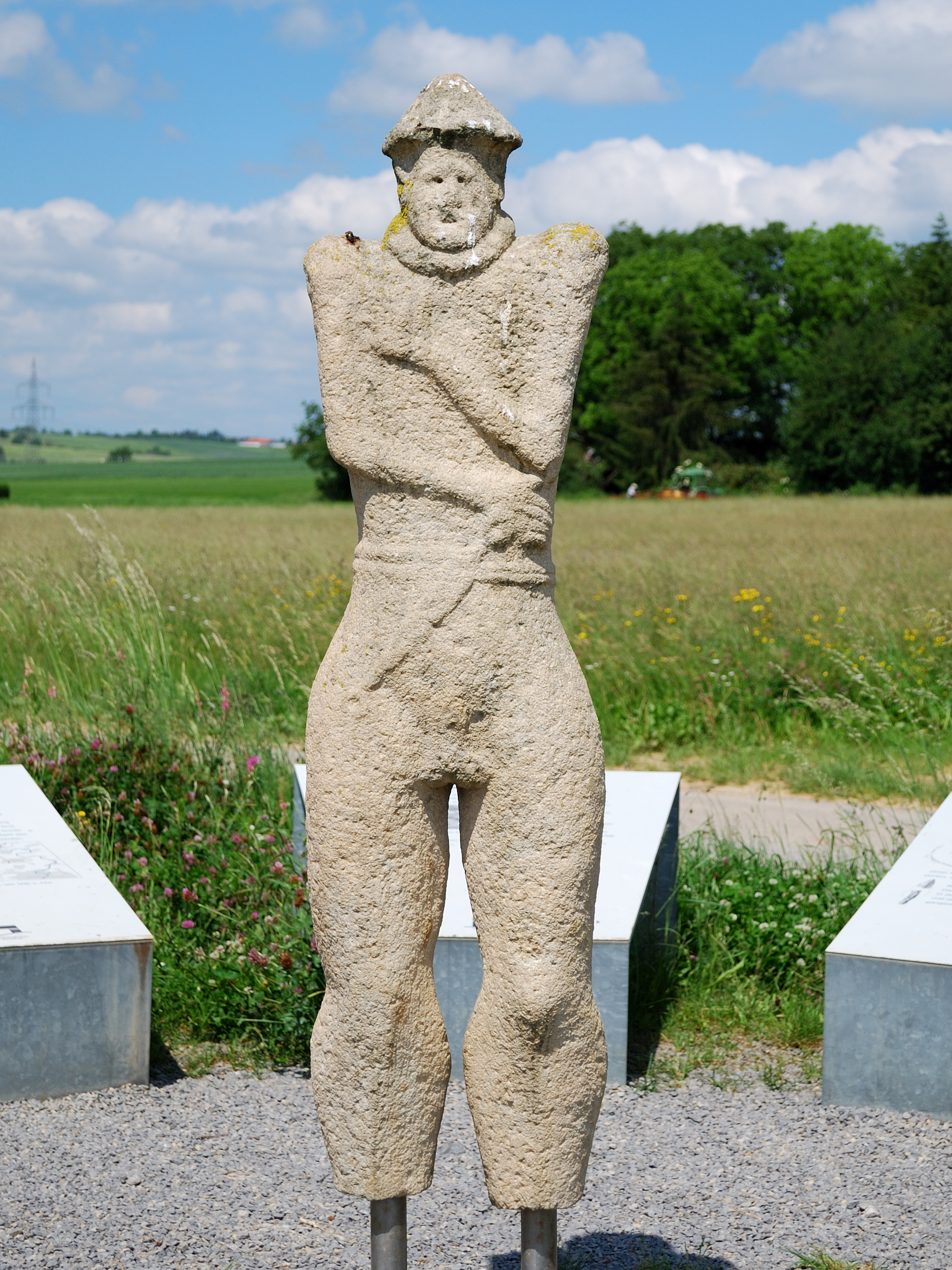
Estátua antropomórfica do Guerreiro de Hirschlanden em arenito, medindo 1,5 m de altura. A escultura foi descoberta no flanco norte de um túmulo, na necrópole de Hirschlanden, em Baden-Württemberg . Meados do século VI a.C.
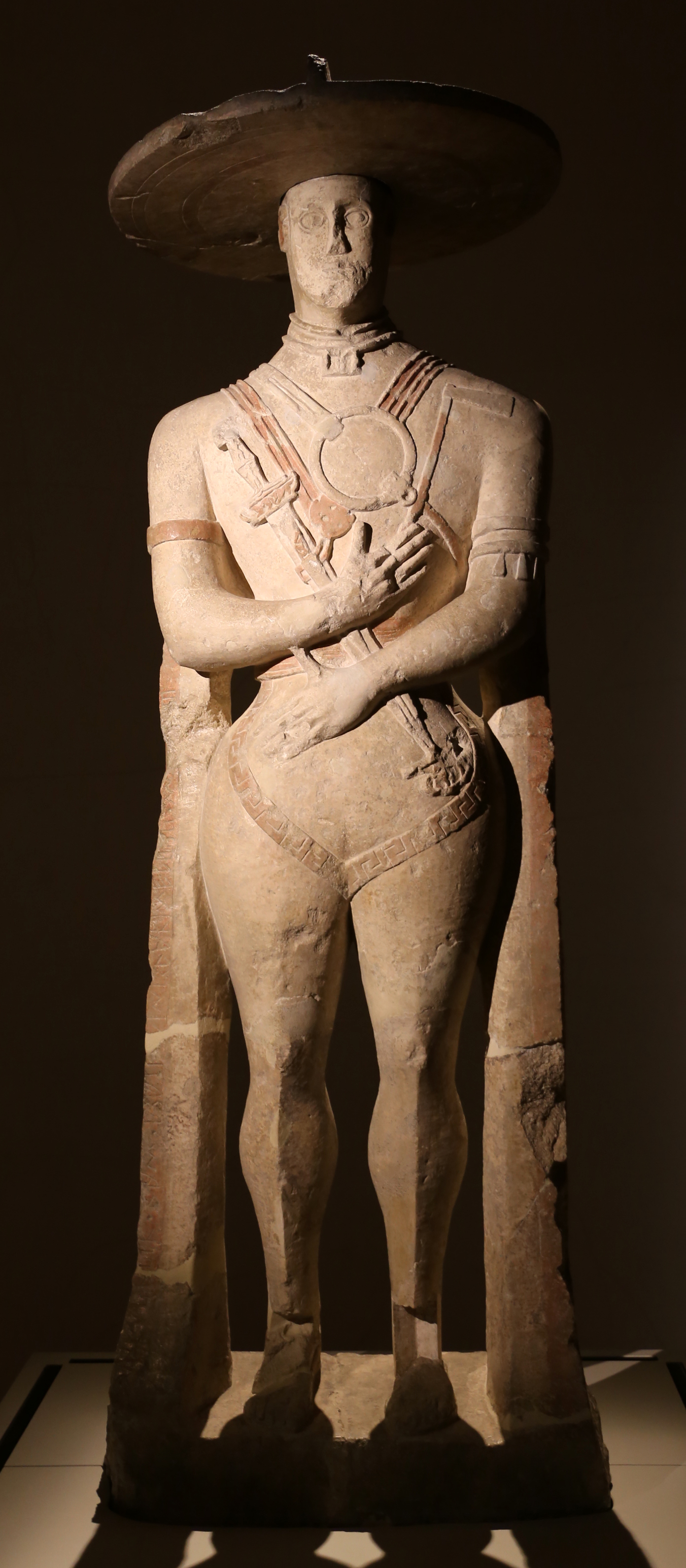
Guerreiro de Capestrano, de 2,5 m de pedra calcaria. Século VI a.C.

## Relação com outras estátuas ibéricas

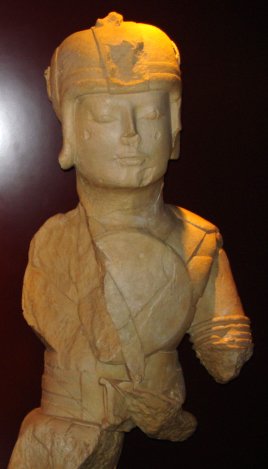
Guerreiro ibérico de Porcuna

Em 1975 em Cerrillo Blanco (Porcuna, Jaén, Espanha), foram encontradas um conjunto de estátuas de calcarenito branco de grão fino da primeira metade do século V a.C. Algumas representam guerreiros, delas uma, embora partida os fragmentos da cabeça, tronco e parte do braço esquerdo de 105 x 17 x 32 cm, evidenciam claramente um homem de elmo na cabeça, cetra no peito, cinturão e bracelete, a bainha estando vazia a arma devia estar segurada na mão em posição de combate, única grande diferença com as estátuas galaicas.

## Relação com outras representações galaicas
A representação de guerreiros, atribuída à Idade do Ferro, surge em dois registos, na estatuária, na área das citânias do sul da Galécia, em particular na zona entre Cávado, Ave e Tâmega e na arte rupestre do Vale do Douro com gravuras de guerreiros em combate.
Se a origem das gravuras de guerreiros não deixa dúvidas ao contrário o historial da estatuária tem um passado muito descontinuo. No entanto há a possibilidade das estátuas de guerreiros serem um produto fundamentalmente indígena, fruto dum longo processo evolutivo que decorreu na Península Ibérica, da abstração megalítica ao figurativo da Idade do ferro com:
- estelas e menires decorados durante o megalitismo.[39]
- mamoas com esteios decorados como em Afife, Viana do Castelo com seis esteios decorados, um com um motivo antropomórfico estilizado do Neolítico ou Calcolítico.[40] Ou com estelas, incluindo estelas antropomórficas como a estela gravada de Casal de Insalde, Paredes de Coura  com uma representação muito abstrata de uma figura humana e de dois machados e dum escudo, datada do Neolítico Final (IV milénio a. C.).[40]

- Estátuas-menires do norte de Portugal, onde apareceu um conjunto de estátuas-menires, verdadeiras grandes estátuas com elementos antropomórficos e com decorações gravada, denominadas de “Grupo do Noroeste Peninsular“ cuja área de difusão abrange metade Norte da Península, com maior concentração no rebordo ocidental da Meseta e Norte de Portugal.[41] Essas estátuas tem gravuras em mais que uma, senão em todas as faces, que podem representar, de forma muito sumaria, o rosto, elementos da vestimenta, uma figura enigmática retangular alargada de lados côncavos nas traseiras, assim como armas indicando assim que se trata de guerreiros como o monumento da serra da Boulhosa Monção, estátua vagamente antropomórfica com colares um cinto e uma lâmina por baixo do cinto que data do calcolítico ou do Bronze Inicial ou o mais tardar do Bronze Médio,[40] a estátua de Chaves, de 1,62 m de altura, ainda de forma fálica mas com um cinto e armada com um punhal e uma espada, ou outra em  Faiões armada dum punhal na bainha[42]

Essas estátuas são datadas entre o Calcolítico e a Idade do Bronze ou talvez reutilizados durante o Bronze Inicial ou Médio. Temos ainda outra
estátua-menir em Vilarinho de Samardã, Vila Real, com 1,70 m de altura, pernas representadas de forma esquematizada, um cinturão e uma possível correia sobre o peito.
- Estelas antropomórficas gravadas como a de Longroiva Mêda, Guarda de 2,4 m de alto, e com representações de  olhos, nariz e boca e armas: alabarda, punhal e arco data do Bronze Inicial / Médio, outras com motivos idênticos às da suas roupas em zig zag, serpentes, losangos… Motivos que encontramos nas gravuras rupestre de estilo Atlântico como na Pedra da Póvoa (Salvador, Ribeira de Pena, Vila Real) da Idade do ferro e em estelas da Bretanha, como a de Kermaria (Finistère, França), que datam do século IV a.C[16][43]

- As estelas-menires de guerreiros, do Bronze final, cujo centro de difusão situa-se na zona da Estremadura, Andaluzia e Sul de Portugal.[44] Estão presentes  na Galécia, por alguns exemplares, como no raro conjunto, de uma estátua-menir com um desenho de espada e uma estela de guerreiro, em Cervos, Montalegre, duas outras estelas de guerreiros encontram-se em Monte de Forninhos, Calvão, concelho de Chaves.[45]

|                                                        |  | |
| Estela-menir de guerreiro de Castrelo de Val (Ourense) |  | Gravuras: 1.- espada com cinturão 2.- elemento desconhecido,talvez uma Lira 3.- cetra 4.- carro - a.- caixa - b.- rodas - c.- quadrúpedes 5.- lança |

Ou enfim como a peculiar estela da Pedra Alta de Castrelo de Val (Ourense), encontrada no fundo do vale na margem esquerda do rio Tâmega, numa zona rica em estanho que é até hoje, a estela de guerreiro mais setentrional. Outro particularidade é que o seu estudo com uma técnica fotogramétrica revelou, que ela foi realizada por um artesão local com uma técnica muito semelhante a dos Petróglifos galaico-portugueses. A forma do escudo, simbolizado por vários círculos concêntricos, com sulcos realizados por abrasão é em tudo semelhante aos petróglifos do noroeste.A espada e um elemento enigmático em U, eventualmente uma lira já representados nas estátuas-menires, juntam-se agora a representações duma lança, dum carro de combate ou funerário, como de animais mas sobretudo da cetra elemento central das estátuas de guerreiros galaicos. Assim a relativa pequena área de difusão das estátuas de guerreiros galaicos está incluída na grande área de difusão das estelas de guerreiros, ocupando até todo o seu extremo norte.
- enfim as estátuas de guerreiros com certamente a mais antiga, a de “São João de Ver” do início da Idade do Ferro. Ela é denominada de “São João de Ver” mas a sua origem é desconhecida, foi vendida por um antiquário da Póvoa de Varzim em 1967 ao arquiteto Fernando Távora, que a levou primeiro para a sua casa no Porto e agora encontra-se noutra casa que lhe pertenceu em Guimarães,[40] o facto do tal antiquário a ter comprada em São João de Ver não atesta a sua proveniência original.[42]

A  estátua-menir de 1,73 m representa um guerreiro com um elmo, armado duma espada na sua bainha e possivelmente uma cetra, muito apagada, aos pés. A cabeça é bastante detalhada com boca, nariz, orelhas e olhos, tem o que parece um colar na frente e a figura enigmática retangular alargada de lados côncavos nas costas, o resto do corpo não é representado a não ser vagamente os ombros e ancas.
No entanto a sua postura estática, a sua forma de pilar, a sua base mais estreita para ser fincada no solo ou entre penedos é em tudo semelhante as estátuas de guerreiros que a seguiram como Capeludos, Sabanle e Melgaço.
Não podendo confirmar uma continuidade temporal entre esses vários tipos de monumentos, podemos pelo menos verificar uma continuidade na filosofia da representação do “Guerreiro”, com no inicio um menir, simples pedra erguida, monumento funerário e símbolo fálico representando a sua potência, a estátua-menir já vagamente antropomórfica com proporções naturais ou ligeiramente superior ao natural e em alguns casos armada duma espada, a estela de guerreiro com todas as armas, lança, espada e cetra e com um carro que poderá ser funerário, e enfim com a estátua de guerreiro em que os elementos não são gravados mas sim bem representados e com muitos detalhes, dando enfim uma verdadeira imagem do guerreiro, terminando o ciclo da simples sugestão a perfeita figuração.
No entanto se a sua forma e tipologia é explicada pela estelas da Idade do Bronze indígenas, não podemos negar uma importante influência mediterrânea e celta assim como romana.